# 호세 파블로 칸틸로
호제이 파블로 칸티요(영어: Jose Pablo Cantillo, 영어 발음: /hoʊˈzeɪ/, 1979년 3월 30일 ~ )는 미국의 배우이다.

## 출연 작품

### 영화
- 아드레날린 24 (2006)
- 클리너 (2007)
- 디스터비아 (2007) - 구티에레즈 경관 역
- 채피 (2015) - 양키 역
- 솔러스 (2015)
- 테일즈 오브 할로윈 (2015)
- Zygote (2017) - 단편
- El Chicano (2018)
- 체리 (2021)

### 텔레비전
- 스탠드 오프 (2006-07)
- 썬즈 오브 아나키 (2010)
- 워킹 데드 (2012-13)
- 테이큰 (2017) - 데이브 역
- 메이어 오브 킹스타운 (2021-22)